# Andrena sublevigata
Andrena sublevigata is een vliesvleugelig insect uit de familie Andrenidae. De wetenschappelijke naam van de soort is voor het eerst geldig gepubliceerd in 1966 door Hirashima.